# Ádito

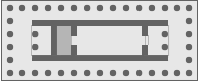
Plano de um templo grego com o ádito (área escurecida).

Ádito (em grego: Άδυτον; em latim: adytum) é o espaço do templo da Antiguidade Clássica só acessível a sacerdotes e utilizado para o culto ou colocação de oferendas. Esta área pode funcionar de diferentes maneiras; como uma sub-divisão do nau, aberta para ele; como uma câmara isolada no centro do nau; ou como um nicho na parede posterior do nau.